# Дубесарський район
Ця стаття про район Молдови. Див. також Дубоссарський район (Придністров'я)
Дубесарський район, або Дубесар (рум. Dubăsari) — район Молдови, який частково контролює невизнана Придністровська Молдавська Республіка. Адміністративний центр — Кочієри.
Національний склад населення згідно з переписом населення Молдови 2004  та 2014 років.
| етнічна група     | 2004           | 2004      | 2014           | 2014      |
| етнічна група     | кількість осіб | Частка, % | кількість осіб | Частка, % |
| ----------------- | -------------- | --------- | -------------- | --------- |
| молдовани/румуни  | 32 754         | 96,29     | 28 645         | 97,86     |
| росіяни           | 611            | 1,80      | 275            | 0,94      |
| українці          | 521            | 1,53      | 150            | 0,51      |
| гагаузи           | 45             | 0,13      | 23             | 0,08      |
| болгари           | 16             | 0,05      | 17             | 0,06      |
| євреї             | 9              | 0,03      | ...            | ...       |
| поляки            | 2              | 0,01      | ...            | ...       |
| цигани            | 0              | 0,00      | 0              | 0         |
| інші / не вказали | 57             | 0,17      | 161            | 0,55      |
| Усього            | 34 015         | 100       | 29 271         | 100       |

Повсякденна мова мешканців району (2014):
|                      | кількість осіб | Частка, % |
| -------------------- | -------------- | --------- |
| молдовська/румунська | 27 903         | 95,33     |
| російська            | 898            | 3,07      |
| українська           | 13             | 0,04      |
| інші                 | 52             | 0,18      |
| не вказали           | 405            | 1,38      |
| всього               | 29 271         | 100       |